# Chloromyxidae
Chloromyxidae är en familj av djur. Enligt Catalogue of Life ingår Chloromyxidae i ordningen Myxosporida, klassen Myxosporea, fylumet Myxozoa och riket djur, men enligt Dyntaxa är tillhörigheten istället fylumet Myxozoa, klassen hydrozoer, fylumet nässeldjur och riket djur. I familjen Chloromyxidae finns 2 arter.
Kladogram enligt Catalogue of Life och Dyntaxa:
| Chloromyxidae | \| \| Chloromyxum \| \| \| \| \| \| Sphaerospora \| \| \| \| |
|               | \| \| Chloromyxum \| \| \| \| \| \| Sphaerospora \| \| \| \| |
|               | Myxobolidae                                                  |
|               |                                                              |
|               | Myxosomatidae                                                |
|               |                                                              |
|               | Chloromyxum                                                  |
|               |                                                              |
|               | Sphaerospora                                                 |
|               |                                                              |

|  | Chloromyxum  |
|  |              |
|  | Sphaerospora |
|  |              |